# 声名狼藉
《聲名狼藉》（英語：Infamous）是一部描寫楚門·柯波帝的傳記電影，2006年8月31日在威尼斯影展首度登場，2006年10月13日由華納獨立影片公司發行，普獲好評。
本片由道格拉斯·麥格拉斯自編自導，改編自喬治·普林頓1997年出版的傳記文學《Capote: In Which Various Friends, Enemies, Acquaintances and Detractors Recall His Turbulent Career》。

## 劇情簡介
1959年11月15日，美國堪薩斯州的一座小鎮上發生了一件驚人的滅門血案，引起美國作家楚門·柯波帝的注意，他接受《紐約客》雜誌的委託，與好友哈波·李（后来的作者）來到小鎮收集資料，準備撰寫報導專題，停留期間犯人也雙雙落網，柯波帝在與犯人接觸後，敏銳感覺出「這個角色」可供大作文章，於是與犯人近距離深度訪談，打算將原本的雜誌專題擴大為寫一本書的材料。深入瞭解後，柯波帝逐漸對犯人產生感情，而他的書必須等到執行死刑，告一段落之後才能出版。是希望書早日出版，還是希望死刑拖過一天算一天呢，柯波帝在那最後的日子裡心亂如麻。

## 角色介紹
《聲名狼藉》大牌雲集，但是除了幾個主要角色，其他大多是來客串楚門·柯波帝的「閨中密友」，其中包括雪歌妮·薇佛和霍普·戴维斯，葛妮絲·派特洛則飾演開場歌手。主要角色如下：
- 楚門·柯波帝，由陶比·瓊斯飾演，美國知名的同性戀作家，代表作有《第凡內早餐》，受《紐約客》雜誌之邀撰寫關於滅門慘案的報導而到小鎮採訪，近距離與犯人進行深度訪談，後來完成新類型報導文學《冷血》。

- 哈波·李，由珊卓·布拉克飾演，卡波提兒時好友，1961年以榮獲普立茲文學獎，以助手身份陪同卡波提到堪薩斯州進行採訪。

- 派瑞·史密斯，由丹尼爾·奎格飾演，1959年11月15日偕同同夥，闖入堪薩斯州一小鎮農場，殺害一家四口後逃逸，後來在拉斯維加斯落網。從小父母離異，略帶戀父情結，多愁善感，具藝術天份。

- 艾爾文·杜威，由傑夫·丹尼爾飾演，負責此案的小鎮警察，後來一家與柯波帝結成好友。

## 電影鬧雙胞
《聲名狼藉》和《柯波帝：冷血告白》同樣是處理美國作家楚門·柯波帝撰寫《冷血》小說時的經歷，為避其纓，直到《柯波帝：冷血告白》首映一年過去了，《聲名狼藉》才得以順利上映。電影評論家大衛·湯森曾在英國《獨立報》上細數兩片差別：
|  | 那麼兩片差別何在？首先，《聲名狼藉》導演道格拉斯·麥格拉斯是自編自導的，他曾和伍迪·艾倫合作過《百老匯上空子彈》，也編導過《艾瑪姑娘要出嫁》和《少爺返鄉》。他一一列出柯波帝在曼哈頓的友人，柯波帝贏得這些人的崇拜，卻從未贏得信任，這群友人包括哥倫比亞廣播公司老闆比爾·帕利的妻子，服裝收藏家貝比·帕利，由雪歌妮·薇佛飾演。時尚雜誌編輯黛安娜·佛里蘭，由茱麗葉·史蒂芬森飾演。曾經嫁予大導演霍華·霍克斯和電影大亨利蘭·海華的斯琳·凱斯，由霍普·戴维斯飾演。以及出版家班奈特·塞爾夫，由彼得·波丹諾維茲飾演。客串陣容完美呈現出柯波帝撰寫《冷血》前的早年生活，既是文化現象的先驅，也聲名狼藉。 其它值得一看的還有開場戲，柯波帝和貝比·帕利1959年在摩洛哥夜總會聆聽歌手凱蒂·狄恩現場演唱，（由葛妮絲·派特洛飾演），她臨場跳針，開始結巴，崩潰之後又慢慢復原，最後唱完這首歌。這場戲是我見過派特洛最好的表演，而我們由此也能看出本片用了多少事件作為電影的原型。 |

## 外部連結
- 互联网电影数据库（IMDb）上《聲名狼藉》的资料（英文）
- AllMovie上《声名狼藉》的资料（英文）
- Box Office Mojo上《声名狼藉》的資料（英文）
- Metacritic上《声名狼藉》的資料（英文）
- 爛番茄上《声名狼藉》的資料（英文）